# Иаков Галичский
Иа́ков Га́личский (Галицкий; умер во 2-й пол. XV в., Галич) — святой Русской церкви, преподобный. Память совершается 4 апреля, 7 апреля и 30 мая (12 июня н.ст.) (по юлианскому календарю).
Сведений о жизни Иакова сохранилось не очень много, основным их источником является Житие преподобного Паисия Галичского, созданное между 1642 и 1681/82 годами.
Иаков Галичский был пострижен в монахи в Паисиевом Галичском монастыре в честь Успения Пресвятой Богородицы Паисием Галичским, который согласно службе Иакову был его родственником. Через несколько лет после принятия монашества был рукоположён во иерея. В Житии преподобного Паисия приводится рассказ о том, как Иаков спас главную святыню монастыря Овиновскую икону Божией Матери во время сильного пожара Успенского собора. Он был заперт, и поэтому когда начался пожар, священник Иаков разбил бревном церковные двери, вошёл сквозь пламя в церковь и, взяв икону, вышел обратно. От огня оклад иконы, сделанный из серебра и золота, весь расплавился, но у самого Иакова даже волосы не обгорели.
Прожив ещё какое-то время в обители, Иаков пошёл искать место для нового монастыря. По преданию, в районе города Галича близ Староторжья (на месте старого торга), рядом с древним урочищем Столбище, или Старое городище основал Староторжский монастырь. Иаков скончался схимником и был там погребён на кладбище для странников у монастыря. Впоследствии у его могилы больные исцелялись от «лютых трясавиц». Позднее над могилой была выстроена деревянная церковь во имя святых князей Бориса и Глеба.
Вероятно, Иаков был прославлен для местного почитания после общецерковной канонизации преподобного Паисия Галичского около 1682 года. В XVIII веке Иакову была составлена служба, хранившаяся в монастыре до 1920-х годов. Образ его писался подобно образу Зосимы Соловецкого.
В 1925 году Староторжский монастырь был закрыт, в начале 1930-х годов мощи извлечены и утеряны. В начале XXI века в уцелевших монастырских зданиях располагается Галичское педагогическое училище.
Канонизация Иакова подтверждена включением его имени в Собор Костромских святых, празднование которому установлено в 1981 году.